# Lygistorrhina borkenti
Lygistorrhina borkenti är en tvåvingeart som beskrevs av Heron Huerta och Ibanez-bernal 2008. Lygistorrhina borkenti ingår i släktet Lygistorrhina och familjen Lygistorrhinidae. Inga underarter finns listade i Catalogue of Life.